# Prix Kinokuniya
Le prix Kinokuniya de théâtre (紀伊國屋演劇賞, Kinokuniya engekishō) est un prix théâtral japonais fondé en 1966, parrainé par les éditions Kinokuniya et attribué tous les ans sous la direction des théâtres Kinokuniya Hall et Kinokuniya Sazan Theatre. Le prix est décerné à des compagnies théâtrales et des individus qui ont pris part à des pièces montées à Tokyo en cours de la saison écoulée. La sélection est faite dans le dernier tiers du mois de décembre et le prix décerné à la mi-janvier de l'année suivante. Le prix pour les groupes de théâtre est de 2 millions de yens et de 500 000 ¥ pour les personnalités.

## Liste des lauréats
| Année | Troupe ou compagnie lauréate                                          | Personnalité lauréate                                                                                             | Prix spécial                                                                                                |
| ----- | --------------------------------------------------------------------- | --- | --- |
| 1966  | Seihai                                                                | Satoshi Akihama, Masakane Yonekura, Emiko baba, Muramatsu Eiko                                                    | ― |
| 1967  | Ensemble théâtral de Tokyo                                            | Nobuo Nakamura, Itō Takao, Kazuko Imai, Hideko Yoshida                                                            | ― |
| 1968  | Compagnie théâtrale Seinanza (en)                                     | Eijirō Tōno, Yoshiko Yoshida, Mariko Kaga, Yasuko Kusama, Murai Shimako                                           | ― |
| 1969  | Sanjūninkai                                                           | Akutagawa Hirsohi, Abe Machi, Makoto Satō, Naraoka Tomoko, Nicolas Bataille                                       | ― |
| 1970  | Theatre Echo                                                          | Minoru Betsuyaku, Nakaoka Teruko, Hideji Ōtaki, Bakamura Tatsu, Araki Kazuho                                      | ― |
| 1971  | Seinenza                                                              | Yashiro Seiichi, Hayano Toshirō, Nagoya Akira, Itō Makiko, Komaki Kurihara, Matsue Yōichi                         | ― |
| 1972  | prix non attribué                                                     | Tadasu Iizawa, Tanie Kitabayashi, Ōhashi Yasu, Sakagami Kazuko, Sakabe Fumiaki                                    | Compagnie Heiyūza                                                                                           |
| 1973  | Compagnie théâtrale Shiki (en)                                        | Watanabe Hiroko, Emori Tōru, Sasaki Sumie, Yoshiyuki Kazuko                                                       | ― |
| 1974  | Mingei                                                                | Tatsuya Nakadai, Etsuko Ichihara, Kunie Tanaka, Kiwako Taichi, Takada Ichirō                                      | ― |
| 1975  | prix non attribué                                                     | Akimoto Matsuyo, Chikako Hosokawa, Tadashi Suzuki, Arai Jun, Kanai Akihisa                                        | ― |
| 1976  | Bungakuza                                                             | Asari Keita, Shimizu Kunio, Kinomi Nana, Ri Reisen, Yoshida Hideko, Morishige Hisaya                              | ― |
| 1977  | Mirai Gekijō                                                          | Kusaka Takeshi, Shinbashi Taiko, Nishida Toshiyuki, Imai Kazuko, Igarashi Kōyō, Senō Kappa                        | ― |
| 1978  | Akita Ujaku Hijikata Yoshi kinengekijō (秋田雨雀, 土方与志記念青劇場) | Osamu Takizawa, Gō Katō, Fujino Setsuko, Toshie Negishi, Fujiwara Shinpei, Deguchi Norio                          | ― |
| 1979  | On Theatre Jiyū gekijō                                                | Hisashi Inoue, Shōichi Ozawa, Nomura Mansaku II., Misako Watanabe, Matsumoto Noriko, Umeno Yasukiyo               | ― |
| 1980  | Tsuka Kōhei jimujo                                                    | Jūkichi Uno, Kazuo Kitamura, Ineko Arima, Momoko Kōchi, Kei Satō, Hatsuo Toki                                     | Akira Sunada                                                                                                |
| 1981  | Shakespeare Theatre                                                   | Seki Hiroko, Tsutomu Yamazaki, 松下砂雅子, Tsuji Yumiko, Matsukane Yoneko, Honda Nobusaburō                       | ― |
| 1982  | Mingei                                                                | Tanie Kitabayashi, Kimura Kōichi, Ōmachi Yasuko, Sasaki Ai, Katō Ken'ichi                                         | Nobuo Nakamura                                                                                              |
| 1983  | Compagnie théâtrale En                                                | Minami Yoahie, Endō Takuo, Hirai Michiko, Taira Yoshie, Morio Kazama                                              | ― |
| 1984  | 劇団転形劇場                                                          | Eitaro Ozawa, Mariko Nomura, Noriko Matsumoto, Yōko Sakai, Takuzō Kadono                                          | Troupe Nakama                                                                                               |
| 1985  | Komatsuza                                                             | Keishi Arashi, Yōko Minakaze, Mako Midori, Shinji Okayasu, Kayo Gotō, Hideki Noda                                 | Izu Mitaku Izu, Nagatoshi Sakamoto                                                                          |
| 1986  | prix non attribué                                                     | Kawaguchi Atsuko, Mita Kazuyo, Yamazaki Tetsu, Minoura Yasuko, Sato B-saku, Natsuki Mari, Issei Ogata, Ichidō Rei | ― |
| 1987  | Daisan Butai                                                          | Ken Mitsuda | Shūichirō Yagi, Yoshie Ōhashi, Hajime Ōda, Eriko Watanabe, Théâtre expérimental d'Okinawa (沖縄芝居実験劇場 |
| 1988  | Groupe des huit                                                       | Yonekura Masakane, Asari Kazuyo, Okabe Kōdai, Kishida Rio, Takahata Atsuko                                        | ― |
| 1989  | Haiyūza                                                               | Sachiko Murase, Rentarō Mikuni, Uno Seiichirō, Sō Kitamura, Toda Keiko                                            | ― |
| 1990  | Bungakuza Atelier no kai                                              | Uchida Minoru, Terada Michie, Takabe Shigeko, Yokoyama Yoshikazu, Kuroki Satomi                                   | ― |
| 1991  | prix non attribué                                                     | Sugimura Haruko, Asakura Setsu, Katō Gō, Mizuhara Eiko, Satō Orie, Ōtani Ryōsuke                                  | ― |
| 1992  | Tokyo Sunshine Boys                                                   | Nakamura Miyoko, Niimura Reiko, Suma Kei, Nishikawa Nobuhiro, Mariya Tomoko                                       | ― |
| 1993  | Ongakuza                                                              | Fukuda Yoshiyuki, Iwamatsu Riyō, Harukaze Hitomi, Nakadai Tatsuya, David Leveaux                                  | ― |
| 1994  | Mokutōsha                                                             | Fujita Den, Kiyama Kiyoshi, Katō Ken'ichi, Miyata Keiko, Takahashi Kie                                            | ― |
| 1995  | Chijinkai                                                             | Tsukayama Masane, Kurano Akiko, Takeuchi Jūichirō, Kuriyama Tamiya, Vicki Mortimer                                | ― |
| 1996  | Seinenza                                                              | Satoi Masayoshi, Katayama Mayumi, Taira Yoshie, Imai Tomohiko, Nagai Ai                                           | ― |
| 1997  | Compagnie Piccolo de la préfecture de Hyōgō                           | Tanie Kitabayashi, Shima Jirō, Kimura Midoriko, Kaneshita Tatsuo, Shin’ichi Tsutsumi                              | ― |
| 1998  | Kakusuko                                                              | Kumakura Kazuo, Iwasaki Kaneko, Sawada Yūji, Wakamura Mayumi, Uchino Masaaki                                      | ― |
| 1999  | Kitayama jimusho                                                      | Kishida Kyōko, Horio Yukio, Noda Hideki, Miyamoto Yūko, Ichikawa Somegorō VII.                                    | ― |
| 2000  | Nitosha                                                               | Ozawa Shōichi, Yuasa Makoto, Yukio Ninagawa, Asami Rei, Ozone Makoto, Suzuki Yumi                                 | ― |
| 2001  | Troupe du théâtre national du Japon                                   | Haruko Katō, Uyama Hitoshi, Kōtarō Yoshida, Makino Nozomi, Akiyama Natsuko                                        | ― |
| 2002  | Bungakuza                                                             | Tsuji Kazunaga, Shinobu Ōtake, Matsui Rumi, Yōji Sakate, Shinobu Terajima                                         | ― |
| 2003  | Arts de la scène de Hyōgo (ひょうご舞台芸術)                          | Jūrō Kara, Fujiki Takashi, Kuseryū Nosuke, Matsu Takako, Tatsuya Fujiwara                                         | ― |
| 2004  | tpt                                                                   | Hamada Torahiko, Takahashi Iwao, Tatekishi Ryōko, Chiba Tetsuya, Katō Shinobu                                     | ― |
| 2005  | prix non attribué                                                     | Mikijirō Hira, Saitō Ren, Umezawa Masayo, Asano Kazuyuki, Nomura Mansai, Nanase Natsumi                           | ― |
| 2006  | SIS company                                                           | Suzuki Mizuho, Takao Taka, Suzuki Satoshi, Shimada Kaho, Rie Miyazawa                                             | ― |
| 2007  | Noda Hideki                                                           | Minoru Betsuyaku, Hattori Motoi, Kiba Katsumi, Takeshita Keiko, Matsumoto Osamu                                   | ― |
| 2008  | Tom Project                                                           | Kaneuchi Kikuo, Kashiyama Fumie, Sha Tamae, Chon Wishin, Fukatsu Eri                                              | ― |
| 2009  | Ryūzanji jimusho                                                      | Ōtori Ran, Ichimura Masachika, Nakajima Tomoko, Maekawa Tomohiro, Urai Kenji                                      | ― |
| 2010  | Canon kikaku (華のん企画)                                             | Ōtsuka Michiko, Nakajima Shū, Takase Hisao, Furuta Arata, Kurita Momoko                                           | ― |
| 2011  | PARCO                                                                 | Iinuma Kei, Hashizume Isao, Mitani Kōki, Nakatsuru Akihito, Nakatani Miki                                         | ― |
| 2012  | Komatsuza                                                             | Higashi Kenji, Nasu Sayoko, Kanno Misuzu, Sasaki Kuranosuke, Hamada Shinya                                        | ― |
| 2013  | Tokyo Vaudeville Show                                                 | Mitsuko Kusabue, Narushi Ikeda, Futamura Shūsaku, Ogawa Eriko, Mari Hayashida                                     | ― |
| 2014  |                                                                       | | ― |
| 2015  |                                                                       | | ― |

## Comité de sélection
- 2000 à 2009　Yūshi Odashima, Yoshio Ōzasa, Hiroshi Hasebe, Ken Murai, Osamu Matsubara (en)
- 2010 Osamu Matsubara est remplacé par Masahi Takai